# Jorge Mario Jáuregui
Jorge Mario Jáuregui (* 1948 in Rosario) ist ein argentinisch-brasilianischer Architekt, der in Rio de Janeiro lebt.

## Leben und Werk
Jáuregui legte das Diplom an der Universidad Nacional de Rosario ab. Er ist Professor an der Universidade Federal do Rio de Janeiro. Jorge Mario Jáuregui war Leiter des Favela-Bairro-Projekts, welches Mitte der 1990er Jahre von der Stadt Rio de Janeiro ins Leben gerufen wurde. Zur documenta 12 veröffentlichte er die Installation Urdimbres im temporären Aue Pavillon.

„Der Architekt und Urbanist Jorge Mario Jáuregui wurde durch seine wirkungsvollen Interventionen in den Favelas Lateinamerikas bekannt. Seine infrastrukturellen Maßnahmen zur Erhöhung der Lebensqualität resultieren aus intensiven Recherchen und stellen das Moment der Teilhabe und Mitsprache in den Vordergrund. Jáureguis Zugang ist dabei geprägt von der Psychoanalyse, der Soziologie und der Philosophie. Er will den BewohnerInnen zuhören, die Schichten der Stadt lesen und die Funktionen neu hören.“

2017 war er in der 35. „Panorama de Arte Brasileira“ im Museu de Arte Moderna de São Paulo (MAM/SP) vertreten.